# 甲醇钠
甲醇钠、甲氧基钠（英文：Sodium methoxide）是甲醇生成的醇盐的一种，常溫下為白色固體。化学式为CH3ONa，是有机合成中常用的强碱。由于它在二甲基亚砜中解离时会产生(CH3)2S+O−Na+和裸露的OCH3−，它在其中的碱性比在甲醇中的碱性更强。
甲醇钠通常以甲醇、乙醇等醇类溶剂的溶液储存。溶于醚生成悬浊液，遇水分解为甲醇和氢氧化钠：
CH3ONa + H2O → CH3OH + NaOH
可由无水甲醇与钠反应得到。反应后，将产物减压蒸馏除去甲醇，并于150 °C真空干燥便可得到甲醇钠：
2 CH3OH + 2 Na → 2 CH3ONa + H2↑
有机合成中，甲醇钠可作为强碱发生很多反应，如羟醛反应、克莱森缩合反应、Horner-Wadsworth-Emmons反应等，用以提供强碱性甲氧基负离子CH3O−，夺取化合物中的活泼氢。在威廉姆逊合成法中，甲醇钠与氯代烃反应，氯离子离去，产物为甲基醚：
R-X + CH3ONa → R-OCH3 + NaX
甲醇钠也可用于生物柴油的制造中。储存时，甲醇钠逐渐被空气中的水分分解变质，使用时需要注意。